# Іоанн VI (неаполітанський дука)
Іоанн VI (†1120) — неаполітанський дука (1097—1120), син дуки Сергія VI, батько останнього дуки Сергія VII.
Про його правління відомо мало, оскільки бракує письмових документів. Був одружений з Євою (або Анною), дочкою герцога Гаетанського Годфрида Ріделя.